# .by
.by — национальный домен верхнего уровня для Республики Беларусь.
Регистрация доменов в Беларуси была разрешена с 1994 года, а свободная регистрация доменов второго уровня для предприятий открылась в апреле 2000 г.

## Название
Код BY, на котором основано имя домена .by, является кодовым обозначением Беларуси в соответствии со стандартом ISO 3166. Эта аббревиатура произошла от английского слова Byelorussia (официальное англоязычное название государства на 1994 год), которое, в свою очередь, произошло от русского слова «Белоруссия». В настоящее время это слово в Беларуси заменено на Беларусь, а в английском языке на Belarus и официально применяется только в России (наряду со словом Беларусь). Однако аббревиатура BY сохранилась.

## Стоимость домена в зоне .BY
- В 2006 году — около 190 тыс. бел. рублей ($88)
- В начале 2007—130 тыс. бел. рублей ($60), продление регистрации обходилось ещё дешевле — 95 тыс. бел. рублей ($44).
- апрель 2010 — 79 тыс. бел. рублей ($27)[2]
- июнь 2011 — 99 тыс. бел. рублей ($11)[3]
- февраль 2013—130 тыс. бел. рублей ($15)[4]
- октябрь 2014—150 тыс. бел. рублей ($15)[5]
- февраль 2016 — 25,2 бел. рублей ($12; произошла деноминация в 10000 раз)[6]
- май 2020 — 33 бел. рублей ($13)[7]
- 2024 — 33 бел. рублей ($12)[8]

## История
Изначально регистрацию доменов .by в Республике Беларусь осуществляла единственная компания — ООО «Открытый контакт». В октябре 2006 года лицензию «на право осуществления технической защиты информации, в том числе криптографическими методами, включая применение электронной цифровой подписи», получили ещё две белорусские компании: УП «Надёжные программы» и СП ООО «Деловая сеть». Первая из них с 27 марта 2007 начала принимать заявки и осуществлять регистрацию доменов. С 3 сентября 2007 года лицензию получила также компания «Экстмедиа», а с 29 июня 2009 года такое право получила и компания «Active Technologies». На данный момент все пять организаций осуществляют официальную регистрацию доменов.
В 2007 году, будучи ещё техническим администратором зоны .by, компания «Открытый контакт» сообщила о снижении цен на домены в национальной доменной зоне со 190 до 130 тыс. белорусских рублей. Это ускорило переход белорусских сайтов с общих доменов верхнего уровня на национальный домен. До 19 апреля 2007 года все Интернет-магазины Республики Беларусь были обязаны зарегистрировать доменное имя в зоне .by и обозначить это имя в лицензии.
В сентябре 2010 года в открытом конкурсе на право стать техническим администратором зоны .by победила компания УП «Надёжные программы» (в настоящее время — ООО «Надежные программы») (бренд hoster.by). 7 февраля 2012 года международная организация по присвоению доменных имен ICANN одобрила кандидатуру УП «Надёжные программы» окончательно.
С 2012 года после смены технического администратора и вступления в должность УП «Надёжные программы» заработал WHOIS-сервис, упразднено рассмотрение заявок в Оперативно-аналитическом центре при Президенте Беларуси (администратор доменной зоны .by) и бесплатное 30-дневное бронирование доменных имен.
С 27 сентября 2013 года лицензию на регистрацию доменных имён получила компания ООО «ТриИнком» (бренд HB.BY).